# Казановка (Амурская область)
Каза́новка — село в Архаринском районе Амурской области, входит в состав Новоспасского сельсовета.

## География
Село Казановка стоит вблизи левого берега реки Бурея.
Расстояние до административного центра Новоспасского сельсовета села Новоспасск — 8 км (вверх по левому берегу Буреи).
Расстояние до районного центра Архара (через Новоспасск и Домикан) — 55 км.
От села Казановка вниз по левому берегу Буреи идёт дорога к сёлам Свободное, Украинка, Северное и Скобельцыно.

## Население
| 2002 | 2010 | 2012 | 2013 | 2014 | 2015 | 2016 |
| ---- | ---- | ---- | ---- | ---- | ---- | ---- |
| 49   | ↘42  | ↘41  | ↘40  | ↗41  | →41  | ↘37  |
| 2017 | 2018 |      |      |      |      |      |
| ↗39  | ↘36  |      |      |      |      |      |

## Улицы
- ул. Кольцевая,
- ул. Центральная,
- ул. Школьная.

## Экономика
Сельскохозяйственные предприятия Архаринского района.